# Zentralamerika- und Karibikspiele 2014
Die 22. Zentralamerika- und Karibikspiele fanden vom 14. bis 30. November 2014 in Veracruz, Mexiko, statt. Mexiko richtete damit zum dritten Mal die Spiele aus, nachdem 1954 und 1990 die Spiele in Mexiko-Stadt ausgetragen wurden.

## Teilnehmende Nationen
31 Länder mit insgesamt 5707 Athleten nahmen an den Zentralamerika- und Karibikspielen teil.
| - Amerikanische Jungferninseln - Antigua und Barbuda - Aruba - Bahamas - Barbados - Belize - Bermuda - Britische Jungferninseln - Cayman Islands - Costa Rica - Dominica | - Dominikanische Republik - El Salvador - Grenada - Guatemala - Guyana - Haiti - Honduras - Jamaika - Kolumbien - Kuba | - Mexiko - Nicaragua - Panama - Puerto Rico - St. Kitts und Nevis - St. Lucia - St. Vincent und die Grenadinen - Suriname - Trinidad und Tobago - Venezuela |

## Sportarten
Bei den Zentralamerika- und Karibikspielen waren 38 Sportarten im Programm.
| - Badminton - Baseball - Basketball - Beachvolleyball - Bogenschießen - Bowling - Boxen - Fechten - Fußball - Gewichtheben - Golf - Handball - Hockey | - Judo - Kanu - Karate - Leichtathletik - Moderner Fünfkampf - Pelota - Racquetball - Radsport - Reiten - Ringen - Rollschuh - Rudern - Rugby | - Schießen - Schwimmen - Segeln - Softball - Squash - Taekwondo - Tennis - Tischtennis - Triathlon - Turnen - Volleyball - Wasserball |

Fett markierte Links führen zu den detaillierten Ergebnissen der Spiele

## Medaillenspiegel
| Platz | Land                         | Gold | Silber | Bronze | Gesamt |
| ----- | ---------------------------- | ---- | ------ | ------ | ------ |
| 01    | Kuba                         | 123  | 66     | 65     | 254    |
| 02    | Mexiko                       | 115  | 106    | 111    | 332    |
| 03    | Kolumbien                    | 70   | 75     | 78     | 223    |
| 04    | Venezuela                    | 56   | 79     | 110    | 245    |
| 05    | Dominikanische Republik      | 20   | 34     | 23     | 77     |
| 06    | Puerto Rico                  | 15   | 24     | 45     | 84     |
| 07    | Guatemala                    | 15   | 19     | 43     | 77     |
| 08    | Bahamas                      | 4    | 3      | 1      | 8      |
| 09    | El Salvador                  | 2    | 9      | 12     | 23     |
| 10    | Trinidad und Tobago          | 2    | 1      | 8      | 11     |
| 11    | Aruba                        | 2    | 1      | 1      | 4      |
| 12    | Costa Rica                   | 1    | 3      | 11     | 15     |
| 13    | Honduras                     | 1    | 2      | 9      | 12     |
| 14    | Panama                       | 1    | 2      | 4      | 7      |
| 15    | Amerikanische Jungferninseln | 1    | 2      | 3      | 6      |
| 16    | Dominica                     | 1    | —      | 1      | 2      |
| 17    | Britische Jungferninseln     | 1    | —      | —      | 1      |
| 17    | Cayman Islands               | 1    | —      | —      | 1      |
| 17    | St. Lucia                    | 1    | —      | —      | 1      |
| 20    | Nicaragua                    | —    | 2      | 5      | 7      |
| 21    | Barbados                     | —    | 1      | 3      | 4      |
| 21    | Jamaika                      | —    | 1      | 3      | 4      |
| 21    | Suriname                     | —    | 1      | 3      | 4      |
| 24    | Antigua und Barbuda          | —    | 1      | —      | 1      |
| 25    | Haiti                        | —    | —      | 3      | 3      |
| 26    | Guyana                       | —    | —      | 2      | 2      |